# Borki (sielsowiet Pohost Zahorodzki)
Borki (biał. Боркі; ros. Борки) – wieś na Białorusi, w obwodzie brzeskim, w rejonie pińskim, w sielsowiecie Pohost Zahorodzki.
W dwudziestoleciu międzywojennym leżały w Polsce, w województwie poleskim, w powiecie pińskim, w gminie Pohost Zahorodzki. Po II wojnie światowej w granicach Związku Sowieckiego. Od 1991 w niepodległej Białorusi.